# 天使死神
《天使死神》是一部於2003年4月3月至9日上映的福音電影，梁鴻華一手包辦導演、編劇和監製，並由黎姿、王喜和葉童主演。網絡謠言指這部電影的票房是0港元而廣為人知。
梁鴻華於2016年接受港台節目《守下留情》時澄清，這齣電影是免費入場，免費當然無售票，自然零票房，只是報章記者無查証之下虛構事實。

## 劇情
香港最近發生多案姦殺案，重案組探員Kent（王喜飾）堅信其女友正是被同一人所殺的，故希望加入調查。然而，Kent不穩定的情緒使他被上司Madam Lee（葉童飾）拒之門外。在一次街頭訪問中，於便利店工作的少女Coco（黎姿飾）指兇案的共通點是死者均為獨居少女。她的言論使本身毫無頭緒的警方走出迷霧。為從Coco口中得悉更多，Kent特意與她接觸，並漸漸成為同居戀人。就在此時，Coco成為殺手的下一個目標……

## 演員表
- 王喜—Kent
- 黎姿—Coco
- 葉童—Madam Lee
- 楊天經—大老祥
- 黃榕—紅衣女郎
- 方思蓮—後巷少女
- 梁鴻華—精神科醫生

## 票房
《天使死神》於北角新光戲院上映4天，票房收益為0，這事因而引起了網民以及媒體的關注。有報章將其歸咎於電影上映時欠缺宣傳，加上香港當時正值沙士（SARS）高峰期，故電影上映四日依無人問津。而事實上，《天使死神》是免費公演的，故此不可能有票房收入。梁鴻華亦指電影在上映的4天內有5000多人入場觀看。主角之一的王喜也指這電影僅在一間戲院上映，而且是非牟利的，故不能跟其他商業片比較。

## 資料來源
1. 1 2  "免費電影《天使死神》北角新光戲院免費公演" （页面存档备份，存于） 《時代論壇》813期 2003 03 30
2. ↑  .   [2015-03-22]. （原始内容存档于2019-08-14）.
3. 1 2  "香港電影之父黎民偉孫女 黎姿創出第一個零票房" （页面存档备份，存于） 《蘋果日報》 2003 12 20
4. 1 2  "沙士肆虐 10大超低票房電影" （页面存档备份，存于） 《成報》 2013 5 27
5. ↑  "黎姿福音片唔介意票房" （页面存档备份，存于） 《蘋果日報》 2003 12 21